# Alpinia samoensis
Alpinia samoensis är en enhjärtbladig växtart som beskrevs av Franz Reinecke. Alpinia samoensis ingår i släktet Alpinia och familjen Zingiberaceae. Inga underarter finns listade i Catalogue of Life.